# Burgh St Peter
Burgh St Peter ist eine Gemeinde (Civil parish) in der englischen Grafschaft Norfolk. Sie wird im Osten von einer weiten Biegung des Flusses Waveney begrenzt und liegt im Naturschutzgebiet der Norfolk Broads.

## Geschichte
Burgh St Peter wird im Domesday Book des Jahres 1086 nicht erwähnt, sondern taucht erstmals 1254 unter dem Namen Wheatacre St Peter und 1515 als Wheatacre Burgh auf. Der Name des Dorfs stammt aus dem Altenglischen und bedeutet „eine befestigte Anlage oder Festung“.
Es gibt nur wenige Hinweise auf sächsische Siedlungen in der Gemeinde. Die Lage der Kirche St. Mary’s in Burgh St. Peter ist jedoch typisch für einen frühen Kirchenstandort, da sie auf einer Landzunge liegend die umliegenden Sümpfe überblickt.
Das Kirchengebäude stammt aus dem 12. Jahrhundert und wurde im 13. und 14. Jahrhundert erheblich umgebaut.
In der nachmittelalterlichen Zeit begannen die Bewohner von Burgh St. Peter, die Sümpfe zu entwässern. Mehrere von Windmühlen angetriebene Pumpen sind in dem Gebiet der Gemeinde zu finden.
Im Jahr 1832 wurde Charles Boycott in Burgh St Peter geboren und hier auch im Jahr 1897 beigesetzt.

## Lage und Beschreibung
Das Dorf liegt rund 6 Kilometer nordöstlich von Beccles (Suffolk). Das Dorf liegt rund 15 Meter über dem Meeresspiegel auf einer Anhöhe, die es sich mit dem Ort Wheatacre teilt.
Der Waveney bildet im Süden, Osten und Nordosten die Grenze der Gemeinde Burgh St. Peter. Er bildet gleichzeitig die Grenze zwischen den Grafschaften Norfolk und Suffolk. Die Gemeinde erstreckt sich über eine Fläche von 8,4 Quadratkilometern, auf denen 274 Einwohner bei der Volkszählung von 2011 lebten.
Das Dorf selbst liegt am äußersten westlichen Rand der Gemeinde. Es ist von der Landstraße A143 (Great Yarmouth – Gillingham) aus über eine Nebenstraße zu erreichen. Die Buslinie 86 verbindet Burgh St Peter mit Norwich.

### Gemeindekirche St Mary’s
Die erste Pfarrkirche des Dorfes war vermutlich dem Heiligen Petrus geweiht. Ihre Ruinen befanden sich rund 400 Meter von der späteren Pfarrkirche entfernt.
Die heutige Pfarrkirche steht rund 3 Kilometer östlich des Dorfs am Waveney. Sie ist aus Feuerstein und teilweise aus rotem Mauerwerk gebaut. Ihre frühesten Teile stammen aus dem 13. Jahrhundert, darunter die Nord- und Südeingänge des Kirchenschiffs. Der Altarraum, die Piscina, die Sedilien und einige Fenster stammen aus dem frühen 14. Jahrhundert Das Taufbecken stammt aus dem späten 14. Jahrhundert und der Dachstuhl des Kirchenschiffs aus dem 15. Jahrhundert. Das Dach des Chors ist neueren Datums, schließt aber an das des Kirchenschiffs an. Beide sind reetgedeckt.
Im 16. Jahrhundert wurde mit dem Bau eines Westturms aus Feuerstein mit Eckpfeilern aus Backstein begonnen. Er wurde jedoch nicht fertig gestellt. Im Jahr 1793 erhielt Pfarrer Samuel Boycott, der sowohl Gutsherr als auch Vikar der Gemeinde war, von der Diözese Norwich die Erlaubnis, den Turm als sein Mausoleum zu vollenden. Das Ergebnis ist ein ungewöhnlicher, möglicherweise einzigartiger georgianischer Backsteinturm im Stil der Gotik, der sich nach oben Stufe für Stufe verjüngt.
Die Kanzel wurde im Jahr 1811 wiederum auf Kosten der Familie Boycott eingebaut. St Mary’s ist ein denkmalgeschütztes Gebäude.

### Waveney River Centre
Das Waveney River Centre bietet einige Dutzend zu mietende Ferienhäuser, eine Gaststätte und zwei künstliche Häfen für private Sportboote und Mietboote.
Für die Sportschifffahrt ist das River Centre ein günstiger Versorgungspunkt in den südlichen Norfolk Broads. Auf dem Waveney gibt es zwischen dem Oulton Broad und Somerleyten flussabwärts und Beccles flussaufwärts keine andere Möglichkeit, Frischwasser, Kraftstoff und Versorgungsgüter zu beschaffen.